# Скандал в фигурном катании на зимних Олимпийских играх 2002
Скандал в фигурном катании на Олимпийских играх 2002 — споры, пересмотр судейских оценок и повторное награждение в парном фигурном катании, приведшее к значительным изменениям в этом виде спорта.

## Соревнование и результаты
11 февраля 2002 в Солт-Лейк-Сити (США) на зимних Олимпийских играх состоялись соревнования пар в произвольной программе. Борьбу за победу вели Елена Бережная — Антон Сихарулидзе (Россия, лидировали после исполнения короткой программы) и Жами Сале — Давид Пеллетье (Канада, занимали второе место).
Бережная — Сихарулидзе, обладающие высочайшим уровнем качества исполнения всех элементов, выступили первыми и допустили единственную незначительную ошибку: на приземлении с двойного акселя партнёр вместо выезда сделал шаг (оступился, step-out), канадская пара выполнила все элементы в произвольной программе без ошибок. Уровень мастерства и художественное представление программ обеих пар, принадлежащих к очень отличающимся друг от друга российской (советской) и канадской школам, можно было оценивать по-разному. Судьи были поставлены в сложное положение и, как часто бывало в истории фигурного катания, их мнения разделились. Были выставлены следующие оценки за произвольную программу:
| Бережная — Сихарулидзе | RUS | CHN | USA | FRA | POL | CAN | UKR | GER | JPN |
| ---------------------- | --- | --- | --- | --- | --- | --- | --- | --- | --- |
| Техника                | 5,8 | 5,8 | 5,7 | 5,8 | 5,7 | 5,7 | 5,8 | 5,8 | 5,7 |
| Артистизм              | 5,9 | 5,9 | 5,9 | 5,9 | 5,9 | 5,8 | 5,9 | 5,8 | 5,9 |
| Места судей            | 1   | 1   | 2   | 1   | 1   | 2   | 1   | 2   | 2   |
| Сале — Пеллетье        | RUS | CHN | USA | FRA | POL | CAN | UKR | GER | JPN |
| Техника                | 5,8 | 5,9 | 5,8 | 5,8 | 5,8 | 5,9 | 5,8 | 5,9 | 5,8 |
| Артистизм              | 5,8 | 5,8 | 5,9 | 5,8 | 5,8 | 5,9 | 5,8 | 5,9 | 5,9 |
| Места судей            | 2   | 2   | 1   | 2   | 2   | 1   | 2   | 1   | 1   |

## Судейская бригада
| Состав судейской бригады на соревнованиях спортивных пар | Состав судейской бригады на соревнованиях спортивных пар | Состав судейской бригады на соревнованиях спортивных пар |
| Позиция                                                  | Имя                                                      | Страна                                                   |
| -------------------------------------------------------- | -------------------------------------------------------- | -------------------------------------------------------- |
| Судья                                                    | Рональд Пфеннинг                                         | ИСУ                                                      |
| Ассистент судьи                                          | Александр Лакерник                                       | ИСУ                                                      |
| Судья № 1                                                | Марина Саная                                             | Россия                                                   |
| Судья № 2                                                | Чжишень Янг                                              | Китай                                                    |
| Судья № 3                                                | Люси Бреннан                                             | США                                                      |
| Судья № 4                                                | Мари-Рен Ле Гунь                                         | Франция                                                  |
| Судья № 5                                                | Анна Сирока                                              | Польша                                                   |
| Судья № 6                                                | Бенуа Лавуа                                              | Канада                                                   |
| Судья № 7                                                | Владислав Петухов                                        | Украина                                                  |
| Судья № 8                                                | Сисси Крик                                               | Германия                                                 |
| Судья № 9                                                | Хидэо Сугита                                             | Япония                                                   |

В результате пять из девяти первых мест получила российская пара, которой и были вручены золотые медали. Канадцы получили серебряные медали.

## Суть скандала
После этого события газеты США и Канады вышли с заголовками «Ледяной шторм», «Скандал на льду», «Скейтгейт», осуждая тем самым решение судей. В одной из статей «New York Times» были слова «вернулись дни холодной войны».
В тот же день, после окончания соревнований французская судья Мари-Рен Ле Гунь, вернувшись в гостиницу, встретила буквально напавшую на неё англичанку (имеющую также и канадское гражданство) С. Степлфорд (председатель техкома Международного союза конькобежцев (ИСУ)), отличавшуюся в прошлом негативным судейством против фигуристов из социалистических стран. Степлфорд, используя ненормативную лексику, потребовала от Ле Гунь объясниться за «необъективное», по её личному мнению, судейство. После этого с Ле Гунь случился «нервный срыв», во время которого она якобы призналась, что на неё оказал давление Д. Галагье (возглавлявший французскую федерацию фигурного катания). По её словам, он просил Ле Гунь поставить российскую пару на первое место якобы «в обмен» на то, что российский член жюри поставит высшие баллы французской паре в спортивных танцах. В действительности российский судья в этом виде А. Шеховцова российской паре дала 1-е, а французской 2-е место. Адвокат Макс Миллер сообщил, что Гунь подверглась словесным оскорблениям и угрозам в физической расправе со стороны тех, кто не разделял её оценки.
На следующий день, на судейском заседании после соревнований (post-event judges' meeting) Ле Гунь якобы повторила эти слова. Однако в письменном заявлении отказалась от этих утверждений, объяснив их давлением С. Степлфорд, а также подтвердила, что считает победу российской пары заслуженной. Российский арбитр Марина Саная заявила, что рефери судейской бригады, обслуживавшей соревнования пар, американец Р. Пфеннинг, оказывал давление на судей, в частности сказав им, вопреки всем правилам, что Бережной — Сихарулидзе они не должны ставить оценки больше, чем 5,8. Президент Федерации фигурного катания России Валентин Писеев сообщил, что за эти грубые ошибки Р. Пфеннинг получил взыскание от ИСУ.
13 февраля, состоялась пресс-конференция президента ИСУ О. Чинкванты, журналисты задавали обвинительные вопросы и вели себя крайне враждебно. Чинкванта (сам являющийся конькобежцем и не разбирающимся в тонкостях фигурного катания) сообщил, что Р. Пфеннинг подал жалобу на оценки судей, и этот вопрос будет рассмотрен на заседании комитета ИСУ. Генеральный директор МОК Ж. Каррар призвал ИСУ рассмотреть вопрос как можно скорее.
15 февраля на совместной пресс-конференции президента ИСУ О. Чинкванты и президента МОК Ж. Рогге было объявлено о беспрецедентном решении впервые за всю историю фигурного катания: канадцам будут вручены золотые медали, российской паре также были сохранены золотые медали, поскольку её вины ИСУ и МОК не усмотрели. Судейский голос Ле Гунь был аннулирован, итоговые очки также были аннулированы. Решение об изменении судейских оценок подорвало интерес зрителей и стало одной из причин кризиса в фигурном катании. Впервые в истории состоялась беспрецедентная повторная церемония награждения, на которой канадцам заменили серебряные медали на золотые. Бережная — Сихарулидзе присутствовали на церемонии, пара из КНР Шэнь Сюэ — Чжао Хунбо, занявшие третье место, отказалась, посчитав это действо фарсом.

## Последствия скандала
30 апреля 2002 года Ле Гунь и Галагье были отстранены от ИСУ на 3 года и также отстранены от зимних Олимпийских игр 2006 года за их роли в скандале. ИСУ никогда не проводило серьёзного расследования предполагаемого российского участия в инциденте.
31 июля 2002 года предприниматель А.Т. Тохтахунов был арестован итальянскими властями в Венеции по обвинению США в том, что он был одним из организаторов скандала. Попытки его экстрадиции в США в 2002—2003 годах потерпели неудачу, и он вернулся в Россию, после того как был освобождён итальянской полицией без предъявления обвинения. По состоянию на февраль 2006 года, дело не было завершено.
Скандал привёл к тому, что ИСУ решило применить метод «тайного голосования», когда вначале судьи представляли не страну, а ИСУ (однако всем была известна национальная принадлежность судей), а затем оценки выдавались по мере возрастания, так, чтобы было непонятно, каким арбитром они были выставлены. Этот же метод перешёл и в новую систему. Шестибалльная система оценок просуществовала до 2005 года, когда была официально заменена Новой судейской системой (до этого в сезоне 2002—2003 годов новая система тестировалась на различных соревнованиях). Критики «тайного голосования» считают, что когда не видна национальная принадлежность судьей, то им ещё проще блокироваться, а общественность и СМИ потеряли возможность это контролировать.
В марте 2003 года группа должностных лиц, которые были недовольны руководством ИСУ и образовавшимся кризисом в фигурном катании, объявила о формировании Всемирной конькобежной федерации (World Skating Federation), в попытке взять под контроль фигурное катание вне ИСУ. Эта попытка потерпела неудачу, и некоторые из лиц, участвующих в её формировании, были впоследствии отстранены от ИСУ и/или их национальных федераций. В их числе оказались Р. Пфеннинг, С. Степлфорд, Д. Джексон и другие свидетели «нервного срыва» Ле Гунь.